# Võlla (Muhu)
Võlla – wieś w Estonii, w prowincji Sarema, w gminie Muhu.